# جبل الروح
جبل الروح تُصنف على أنها من الروايات الطويلة في الأدب الصيني المعاصر، فقد خطها بريشته الكاتب الفرنسي جاو كسينجيان، وحصلت هذه الرواية على جائزة نوبل للآداب عام
2000، ابعتد فيها الكاتب عن واقعه المجتمعي بسبب التشخيص الخاطئ له عل أنه مريض بسرطان الرئة، فأدى به ذلك للذهاب في جولة حول نهر تشانغ جيانغ، وقرر أن يكتب عنها، بطل الرواية أشبه بكونه يبحث عن جبل الروح.
تصف الرواية شخص يبحث عن الحرية بداخله. اشارت التقارير الإخبارية ل الأكاديمية السويدية قائلة:«أن الرواية عبارة عن تحفة أدبية نادرة لا مثيل لها، بالإضافة لكونها رواية وأعرب ليو قائلاً:» أنها عبرت عن الجانب غير المعرف في الثقافة الصينية.

## تعريف بالعمل الأدبي
يرتكز جزء من الرواية على وصف الذات البشرية، ويرتكز جزء آخر على كل ما يراه ويسمعه الإنسان، حيث يتجه للبحث عن جبل الروح المثالي الذي طالما تمناه، ويُقابل في طريقه قصة فتاة ما. تتكون الرواية من واحد وثمانين فصلاً، كل فصل يحكي عن صراع الأشخاص مع بعضها، وتتميز بتكاملهاو ترابطها مع بعضها. تنقسم القصة لعدة أنواع رئيسية: " كل ما يسمع ويرى المرء، الأساطير المتداولة بين الناس، الأشعار الشعبية وقصص السحر وغيرها.
تتميز الرواية بالعديد من الجمل المميزة مثل: إن التاريخَ يمكن أن يُقرء على أنحاءٍ متعددةٍ، فيمكن اعبتاره لغز حيناً وهزي و هراءٌ
حيناً أخرى، ناهيك عن إمكانية اعتباره مثل العدو الذي يطرق الأبواب، آه التاريخ آه التاريخ آه التاريخ آه التاريخ..! صدرت النسخة العربية الأولى عن دار نينوى عام 2001، بترجمة غسان السيد ووائل بركات. وعلى الرغم من صعوبة نقل الطابع الأسلوبي الأصلي للغة الصينية، إلا أن الترجمة العربية اعتُبرت أكثر دقة واحترافية من نظيرتها المصرية التي صدرت عن "روايات الهلال". وقورنت أيضًا بالترجمة الفرنسية التي أثارت إعجاب النقاد.

## شرح شخوص الرواية
كل ما هو موجود في جبل الروح من شخوص، وتتمثل في أنا، أنت، هي، وما يدور بيننا من تفاعلات، هو أساس البناء الشعوري واللغوي لهذه الرواية.
وشخصية الفتاة في الرواية تُجسد صعوبات التواصل بين الأجناس المختلفة، وكلاٌ لديه خبرات حياتية مختلفة. بعبارة أخرى، هذه الرواية لا تُعد فقط من الروايات الطويلة التي تعكس المونولوج الداخلي، بل أنها أيضاً تصف التغير الدائم في شخصية الإنسان، فشخصية الإنسان في تغير دائم.
يريد الكاتب أن يُعرفها على أنها فيض لغوي.
أما الشخصية الثانية هي أنا، وهي مثلك أنت تماماً، أنت هو أسمى لقب لي. كلها تعبيرات موضوعية استعان بها الكاتب للتعبير عن فكرته، أنا وأنت نتحد سوياً.
أنا، أنت، هو أو حتى هي، كلها تعبيرات للتغيرات النفسية المعقدة على مستويات مختلفة.

## الصدمات النفسية
الفصل الثاني والسبعون من الكتاب يتحدث فقط عن هذا، لذا فهو فصلٌ مميزُ جداً، لكن نهايته ضمت ما يقرب من خمسمائة علامة ترقيم لا داعي لكتابتها".

## الأسلوب الأدبي
يُعرف جاو كسينجيان بأسلوبه الأدبي المتفرّد، الذي يميّزه عن غالبية كتّاب العالم المعاصرين. يتميز نصه بجمالية لغوية وإيقاع موسيقي واضح، حيث تحمل عباراته نغمة شبه غنائية تعزز من البعد الجمالي للنص. كما يتسم البناء الدرامي لرواياته بتقنيات سردية أقرب إلى المسرح، مما يمنح القارئ شعورًا بأنه أمام عرض درامي بصري، وليس مجرد عمل سردي تقليدي.
وتُعد روايته جبل الروح مثالًا بارزًا على هذا الأسلوب المتفرّد. فهي رواية ذات طابع خاص، تمزج بين السرد والتأمل الفلسفي، وتقترب في روحها من النزعة الصوفية، سواء من حيث الموضوع أو من خلال التكوين النفسي لشخصياتها. يتجلّى البعد الصوفي في رحلة البحث عن الذات، والعزلة، والتواصل مع الطبيعة، والانفصال عن الضوضاء الحضرية، ما يعكس عمقًا روحانيًا نادرًا في الأدب الحديث.

## وصلات خارجية
الأدب الصيني
قائمة الحاصلين على جائزة نوبل في الأدب
الفائزون بجائزة نوبل سنة 2000
أدب الرحلات
جاو كسينجيان